# Ditte Vind
Ditte Folden Vind (født 2. januar 1994) er en dansk håndboldmålvogter, der spiller for TTH Holstebro. Hun har tidligere spillet for FCM Håndbold, Nykøbing Falster Håndboldklub, Aarhus United og HC Odense.